# Тарновец (гмина)
Тарновец (пол. Tarnowiec) — сельская гмина (волость) в Польше, входит как административная единица в Ясленский повет, Подкарпатское воеводство. Население — 9149 человек (на 2004 год).

## Демография
| Перепись                       | Всего   | Всего | Женщины | Женщины | Мужчины | Мужчины |
| ------------------------------ | ------- | ----- | ------- | ------- | ------- | ------- |
| Единицы                        | человек | %     | человек | %       | человек | %       |
| Население                      | 9149    | 100   | 4672    | 51,1    | 4477    | 48,9    |
| Плотность населения (чел./км²) | 145     | 145   | 74      | 74      | 71      | 71      |

## Сельские округа
1. Бжезувка
2. Челюсница
3. Добруцова
4. Гонсувка
5. Глиничек
6. Глиник-Польски
7. Лайсце
8. Лубенко
9. Лубно-Опаце
10. Лубно-Шляхецке
11. Новы-Глиник
12. Потакувка
13. Розтоки
14. Сондкова
15. Тарновец
16. Умещ
17. Вроцанка

## Соседние гмины
1. Гмина Хоркувка
2. Гмина Дембовец
3. Гмина Ясло
4. Ясло
5. Гмина Едличе
6. Гмина Новы-Жмигруд